# Скудное
Скудное (укр. Скудне) — село на Украине, находится в Великоновосёлковском районе Донецкой области.
Код КОАТУУ — 1421282409. Население по переписи 2001 года составляет 96 человек. Почтовый индекс — 85520. Телефонный код — 6243.
В ходе российско-украинской войны к концу февраля 2025 года село было занято Вооружёнными силами РФ.

## Адрес местного совета
85520, Донецкая область, Великоновосёлковский район, с. Комар, ул.Егорова, 19, 97-6-75